# 이바라키정
이바라키정(일본어: 茨城町)은 일본 이바라키현 히가시이바라키군의 정이다.

## 지리
이바라키현의 중앙부, 미토시의 남쪽에 위치하고 간토평야에 속하고 있다. 정 동부에는 호수의 크기로는 일본 전국 30위에 들어가는 히누마가 있었고 그 히누마를 향해 히누마강, 히누마마에강이 정의 중심부를 흐르고 있다. 철도는 지나지 않지만 북부를 기타칸토 자동차도가 지나고 두 개의 인터체인지가 있다.

## 역사
- 1955년 2월 11일 - 히가시이바라키군 이바라키정이 탄생하였다.
- 1958년 3월 5일 - 히가시이바라키군 이시자키촌을 편입, 합병해 현재의 크기에 이르렀다.

## 인구
| 연도 | 인구   | ±%    |
| ---- | ------ | ----- |
| 1950 | 31,639 | —     |
| 1960 | 30,845 | −2.5% |
| 1970 | 29,956 | −2.9% |
| 1980 | 32,901 | +9.8% |
| 1990 | 35,651 | +8.4% |
| 2000 | 35,296 | −1.0% |
| 2010 | 34,511 | −2.2% |

## 교통

### 도로
- 기타칸토 자동차도(일본어판)
- 국도 6호선